# 石田夏穂
石田 夏穂（いしだ かほ、1991年 - ）は、日本の小説家。埼玉県出身。東京都在住。東京工業大学工学部卒業。

## 経歴
2020年、「その周囲、五十八センチ」で第38回大阪女性文芸賞受賞。
2021年、「我が友、スミス」で第45回すばる文学賞佳作。同作で第166回芥川龍之介賞候補。
2022年、「ケチる貴方」で第44回野間文芸新人賞候補。
2023年、「我が手の太陽」で第169回芥川龍之介賞候補。同作を単行本化した『我が手の太陽』で第45回野間文芸新人賞候補。『ケチる貴方』で第40回織田作之助賞候補。

## 作品リスト

### 単行本
- 『我が友、スミス』（2022年1月 集英社 ISBN 978-4087717884 / 2024年3月 集英社文庫 ISBN 978-4087446272）
  - 初出:『すばる』2021年11月号
- 『ケチる貴方』（2023年1月 講談社 ISBN 978-4065303580 / 2024年12月 講談社文庫 ISBN 978-4065377529）
  - ケチる貴方 - 『群像』2022年3月号
  - その周囲、五十八センチ - 『鐘』第33号
- 『黄金比の縁』（2023年6月 集英社 ISBN 978-4087718317 / 2025年6月 集英社文庫 ISBN 978-4087447828）
  - 初出:『すばる』2022年8月号
- 『我が手の太陽』（2023年7月 講談社 ISBN 978-4065330760）
  - 初出:『群像』2023年5月号
- 『ミスター・チームリーダー』（2024年11月 新潮社 ISBN 978-4103558811）
  - 初出:『新潮』2024年7月号
- 『冷ややかな悪魔』（2025年4月 U-NEXT ISBN 978-4910207537）

### アンソロジー収録
- 「気分はビヨンセ」 - 『ベスト・エッセイ2023』（2023年6月 光村図書出版 ISBN 978-4813804383）
  - 初出:『文學界』2022年3月号
- 「タイムシートを吹かせ」 - 『嘘があふれた世界で』（2024年2月 新潮文庫nex ISBN 978-4101802824）
  - 初出:『小説新潮』2023年3月号
- 「働きマンのように」 - 『休むヒント。』（2024年4月 講談社 ISBN 978-4065350683）
  - 初出:『群像』2024年1月号
- 「ヘルスモニター」 - 『文学2025』（2025年6月 講談社 ISBN 978-4065397114）
  - 初出:『文藝』2024年春季号

### 単行本未収録作品

#### 小説
- 「気分で飲み分ける派」 - 「GARGERY」2023年6月20日更新[9]
- 「世紀の善人」 - 『すばる』2024年1月号
- 「デッドラインを守れ」 - 『小説新潮』2024年2月号
- 「シャイニー」 - 『小説新潮』2024年9月号
- 「小人二十面相」 - 『すばる』2025年1月号
- 「ボットちゃん」 - 『文藝』2025年夏季号
- 「お客のポイント」-『ランバーロール07』（2025年4月 タバブックス ISBN 978-4907053741）

#### エッセイ・書評
- 「陰毛スプラウト」[10] - 『群像』2021年7月号
- 「午前八時五十五分」 - 『小説トリッパー』2022年夏季号
- 「名優、現る」 - 『小説新潮』2022年9月号
- 「嗜まざる客 ジャズ喫茶のランチ食べある記」 - 『文學界』2022年11月号
- 「二文字だけ詐欺」 - 『小説 野性時代』2022年12月号
- 「エスニック風カウント」 - 『新潮』2023年2月号
- 「アスリートに倣え」（平松洋子『ルポ 筋肉と脂肪 アスリートに訊け』書評） - 『新潮』2023年3月号
- 「本の名刺 ケチる貴方」[11] - 『群像』2023年4月号
- 「いちばん大きな窓──ポーラ美術館「部屋のみる夢」」 - 『すばる』2023年5月号
- 「9.5時間、戦えますか？」 - 『ダ・ヴィンチ』2023年8月号から連載中
- 「本の名刺 我が手の太陽」 - 『群像』2023年9月号
- 「「実」」（絲山秋子『神と黒蟹県』書評） - 『文學界』2024年1月号
- 「アンケート あの人のブックマーク」 - 『文學界』2024年10月号
- 「ルーティン女の激情」（金原ひとみ『ナチュラルボーンチキン』書評） - 『群像』2024年12月号

#### 対談
- 「ディテールに宿る小説の魅力」（岸本佐知子との対談）[12] - 『すばる』2022年3月号
- 「小説は全然自由じゃない！」（鴻池留衣との対談） - 「imidas」2023年9月1日更新[13]